# Ludwig Kempf (Politiker, 1804)
Ludwig Kempf (* 12. Dezember 1804 in Kassel; † 1876) war ein deutscher Jurist und Mitglied des Preußischen Abgeordnetenhauses.

## Leben
Ludwig Kempf absolvierte ein Studium der Rechtswissenschaften an der Georg-August-Universität Göttingen und der Philipps-Universität Marburg und war am Kreisgericht Rinteln als Kreisgerichtsrat tätig.
Er engagierte sich politisch, war Mitglied der Nationalliberalen Partei und hatte vom 10. Januar 1872 bis 1876 für den Wahlkreis Kassel 1 (Rinteln) einen Sitz im Preußischen Abgeordnetenhaus.